# Liste der Kulturdenkmale in Halle (Saale)/Stadtbezirk Süd
In der Liste der Kulturdenkmale in Halle (Saale)/Stadtbezirk Süd sind alle  Kulturdenkmale der kreisfreien Stadt Halle (Saale) der Ortsteile im Stadtbezirk Süd aufgelistet. Grundlage ist das Denkmalverzeichnis des Landes Sachsen-Anhalt, das auf Basis des Denkmalschutzgesetzes des Landes Sachsen-Anhalt vom 21. Oktober 1991 durch das Landesamt für Denkmalpflege und Archäologie Sachsen-Anhalt erstellt und seither laufend ergänzt wurde (Stand: 31. Dezember 2024).

## Kulturdenkmale nach Ortsteilen

### Ammendorf
| Lage | Bezeichnung             | Beschreibung | Erfassungs- nummer | Ausweisungsart            | Bild                    |
| --- | ----------------------- | --- | ------------------ | ------------------------- | ----------------------- |
| Bahnhofstraße 1 (Karte) | Gaststätte              | Erbaut Ende des 19. Jh., ehemaliges Bahnhofsrestaurant Ammendorf als zweigeschossiger Ziegelbau mit großen Segmentbogenfenstern und Traufgesims | 094 76666          | Baudenkmal                | Gaststätte              |
| Eisenbahnstraße | Triebfahrzeug           | Triebfahrzeug Im Jahr 2023 in das Denkmalverzeichnis eingetragen. | 094 18914          | bewegliches Kulturdenkmal |                         |
| Eisenbahnstraße | Triebfahrzeug           | Triebfahrzeug 2024 als Denkmal ausgewiesen | 094 19972          | bewegliches Kulturdenkmal |                         |
| Eisenbahnstraße 2 (Karte) | Wäscherei               | Wäscherei Erbaut um 1930, ehemalige Wäscherei, zwei- bis dreigeschossige Produktions- und Verwaltungsbauten mit Flachdach und dekorativen Ziegelbändern, keramische Bauzier, qualitätvolle, sachliche Backsteinarchitektur im stilistischen Umfeld des Neuen Bauens                                                            | 094 70038          | Baudenkmal                | Wäscherei               |
| Eisenbahnstraße 10 (Karte) | Verwaltungsgebäude      | Erbaut 1935, Verwaltungsgebäude der ehemaligen Kampfstofffabrik Orgacid GmbH, breitgelagerter, zweigeschossiger Klinkerbau mit Walmdach und Gaupen, schön gestalteter Portalbereich mit keramischen Medaillons, konservativer Heimatstil expressionistischen Gepräges                                                          | 094 11469          | Baudenkmal                | Weitere Bilder          |
| Elsterstraße 29 (Karte) | Spritzenhaus            | 1911 von der Freiwilligen Feuerwehr Ammendorf erbauter kleiner, aber wuchtig proportionierter Putzbau mit steilem Satteldach und dachreiterartigem Glockenturm im Giebel, origineller Jugendstilbau | 094 11576          | Baudenkmal                | Spritzenhaus            |
| Friedhof in Ammendorf (Karte)                                                                                                   | Gedenkstätte            | Gedenkstätte für die gefallenen Arbeiter aus den Kämpfen des Kapp-Putsches 1920, Platte auf Porphyr mit Inschrift, Gestaltung Martin Knauthe und Richard Horn | 094 04559          | Baudenkmal                | Weitere Bilder          |
| Georgi-Dimitroff-Straße (Karte)                                                                                                 | Gedenkstätte            | Friedhof Ammendorf, Gedenkstätte für die gefallenen Arbeiter aus den Märzkämpfen 1921, Backsteinwand mit eiserner Tafel und Inschrift Den gefallenen Kämpfern von 1921 zum Gedächtnis, Gestaltung Martin Knauthe und Richard Horn                                                                                              | 094 96816          | Baudenkmal                | Weitere Bilder          |
| Georgi-Dimitroff-Straße 21 (Karte)                                                                                              | Gasthof                 | Broihanschenke | 094 86603          | Baudenkmal                | Weitere Bilder          |
| Hauptstraße 11 (Karte) | Bauernhof               | Erbaut 2. Hälfte des 18. Jh., bescheidene, in der Substanz gut erhaltene, intakte Hofanlage aus zweigeschossigem, verputztem Fachwerkbau mit Krüppelwalmdach, Beispiel eines typisch ländlichen Kleinbauerngehöftes | 094 11529          | Baudenkmal                | Bauernhof               |
| Hauptstraße 43 (Karte) | Pfarrhaus               | Erbaut Ende d. 18. Jh., zweieinhalbgeschossiger, einfacher, aber stattlicher Putzbau mit Walmdach, nahezu unverändert erhalten, städtebaulich prägend auf leicht erhöhtem Terrain unterhalb der Kirche liegend | 094 11527          | Baudenkmal                | Weitere Bilder          |
| Hohe Straße 8 (Karte) | Wohnhaus                | Erbaut 1906, viergeschossiger Ziegelbau mit Schweifgiebel und Putzgliederung in barockisierenden Jugendstilformen | 094 96862          | Baudenkmal                | Wohnhaus                |
| Hohe Straße 1a, 2, 4 (Karte) | Fabrik                  | Ehemaliges Asphaltwerk und Fabrik für chemische Teerproduktion Hoppe & Roehming, erbaut ab 1889, ausgedehnte Anlage aus eingeschossigen, rot-gelben Ziegelbauten beiderseits der Straße mit Stufengiebeln und großen Rundbogenfenstern, Garten mit barockisierenden Ädikulaportal und eingeschossigem Pavillon in Holzbauweise | 094 96861          | Baudenkmal                | Weitere Bilder          |
| Kurt-Wüsteneck-Straße 21 (Karte)                                                                                                | Schule                  | Erbaut in den 1920er Jahren, viergeschossiger, straßenbildbeherrschender Putzbau mit Walmdächern, markant profilierten Gesimsen und expressionistischen Gliederungselementen | 094 96912          | Baudenkmal                | Weitere Bilder          |
| Merseburger Straße, auf der Elsterinsel, direkt südlich der nördlichen der beiden Elsterbrücken, westliche Straßenseite (Karte) | Distanzstein            | Preußischer Ganzmeilenobelisk | 094 96946          | Kleindenkmal              | Weitere Bilder          |
| Merseburger Straße, Nähe Ammendorfer Kirche (Karte)                                                                             | Transformatorenstation  | Erbaut ca. 1925, Architekt Wilhelm Jost, kleiner kubischer Backsteinbau, Mauerwerksornamentik im Stil der expressionistischen Backsteinarchitektur der 1920er Jahre | 094 96947          | Baudenkmal                | Transformatorenstation  |
| Merseburger Straße 300 (Karte)                                                                                                  | Gaststätte              | Ehem. Gastwirtschaft Zum Rosengarten, 1897 eröffnet, zweietagiges Gebäude im Heimatstil mit Fachwerkobergeschoss, seitlich Saalbau mit rundem Treppenturm und Jugendstildekor, 2016 teilweise eingestürzt und Saalbau/Nebengebäude abgerissen                                                                                  | 094 96942          | Baudenkmal                | Weitere Bilder          |
| Merseburger Straße 371 (Karte)                                                                                                  | Fabrik                  | Ehemalige Chemische Fabrik bzw. Druckfarbenfabrik, errichtet durch Walter und Erich Hartmann in den Jahren 1924 bis 1937, Wasserturm von 1927, Industriearchitektur herausgehobener Qualität, Architekt: Hermann Frede | 094 12164          | Baudenkmal                | Weitere Bilder          |
| Merseburger Straße 378 (Karte)                                                                                                  | Poliklinik              | Ehemalige Poliklinik der Ammendorfer Waggonfabrik, erbaut 1951/51 in einem konservativ-neoklassizistischen Stil mit hohem Walmdach und schönem, von toskanischen Säulen getragenen Portikus, Architekten Johannes Koppe und Otto Hellriegel                                                                                    | 094 04875          | Baudenkmal                | Poliklinik              |
| Merseburger Straße 420 (Karte)                                                                                                  | Postamt Ammendorf       | Erbaut 1925, zweigeschossiger, traufständiger Putzbau mit hohen Stufengiebeln, gutes Beispiel expressionistisch geprägter Architektur | 094 80160          | Baudenkmal                | Postamt Ammendorf       |
| Merseburger Straße 449 (Karte)                                                                                                  | Wohn- und Geschäftshaus | Erbaut Ende d. 19. Jh., dreigeschossiger Ziegelbau mit Putzgliederung und Schweifgiebel in neubarocken Formen | 094 96941          | Baudenkmal                | Wohn- und Geschäftshaus |
| Regensburger Straße 1 (Karte)                                                                                                   | Wohnhaus                | Erbaut um 1900, Ziegelbau in straßenbildbeherrschender Ecklage mit Eckturm und eklektizistischem Stuckdekor in jugendstilnahen und Neurenaissanceformen | 094 97008          | Baudenkmal                | Wohnhaus                |
| Regensburger Straße 2 | Wohn- und Geschäftshaus | Wohn- und Geschäftshaus 2024 als Denkmal ausgewiesen | 094 19028          | Baudenkmal                |                         |
| Schulberg 6 (Karte) | Kirche                  | St. Katharinen | 094 04557          | Baudenkmal                | Weitere Bilder          |

### Beesen
| Lage | Bezeichnung | Beschreibung | Erfassungs- nummer | Ausweisungsart | Bild           |
| --- | ----------- | --- | ------------------ | -------------- | -------------- |
| Am Wasserwerk 1 (Karte)                                                                                   | Wasserwerk  | Landschaftsprägendes Ensemble aus repräsentativ gestalteten Industriebauten mit gotisierenden und romanisierenden Stilelementen, 1868 durch Friedrich Kuhnt in Klinkerbauweise errichtet                            | 094 96817          | Baudenkmal     | Weitere Bilder |
| Brauhausstraße 41 (Karte)                                                                                 | Bauernhof   | Erbaut Ende d. 18. Jh., spätbarocker Zweiseithof, bestehend aus breitgelagerter Scheune aus Bruchsteinmauerwerk sowie Wohn- und Wirtschaftsgebäude, beide mit Halbwalmdächern                                       | 094 12551          | Baudenkmal     | Bauernhof      |
| Franz-Mohr-Straße 1c (Karte)                                                                              | Kirche      | St. Elisabeth (Beesen) | 094 04582          | Baudenkmal     | Weitere Bilder |
| Gutsstraße 4 (Karte)                                                                                      | Rittergut   | Auf einer Anhöhe über dem ehemaligen Dorf Beesen gelegener Gutshof, Gebäude als geschlossene Anlage um großen rechteckigen Hof gruppiert, großes Hoftor mit Sandsteinwappen, älteste Bauten aus der Barockzeit      | 094 96846          | Baudenkmal     | Weitere Bilder |
| Malderitzstraße 2 (Karte)                                                                                 | Wohnhaus    | Erbaut Ende 18./Anfang 19. Jh. kaum verändertes, zweistöckiges Wohnhaus mit späterem Ladeneinbau und rückwärtigen Nebengebäuden in wichtiger Ecklage an Straßenkreuzung im Ortszentrum                              | 094 11521          | Baudenkmal     | Wohnhaus       |
| Malderitzstraße 19 (Karte)                                                                                | Bauernhof   | Erbaut Ende 18./Anfang 19. Jh., Dreikantgehöft, bestehend aus zweigeschossigem, verputztem Wohnhaus mit anschließendem, durch ein Tor mit Relief (pflügender Bauer) getrenntem, zweigeschossigem Wirtschaftsgebäude | 094 11519          | Baudenkmal     | Bauernhof      |
| Planenaer Straße zwischen Ammendorf und Beesen, Abzweig der Elsterstraße auf die Planenaer Straße (Karte) | Brücke      | Schafbrücke | 094 07351          | Baudenkmal     | Weitere Bilder |

### Böllberg
| Lage                                                 | Bezeichnung         | Beschreibung | Erfassungs- nummer | Ausweisungsart | Bild                |
| ---------------------------------------------------- | ------------------- | --- | ------------------ | -------------- | ------------------- |
| Altböllberg 4 im alten Dorf Böllberg (Karte)         | ehemaliges Gasthaus | Ehemaliger Kaffeegarten Kurzhals, erbaut im 18. Jh, schlichter zweigeschossiger Putzbau mit Krüppelwalmdach in hervorgehobener Lage am platzartig erweiterten, baumbestandenen Ortseingang Böllbergs                                                                             | 094 11503          | Baudenkmal     | ehemaliges Gasthaus |
| Böllberger Weg 150 (Karte)                           | Gedenkstein         | Kreuzsteine oder Müllersteine | 094 96199          | Kleindenkmal   | Gedenkstein         |
| Böllberger Weg 152 (Karte)                           | Kirche              | St. Nikolaus | 094 96733          | Baudenkmal     | Weitere Bilder      |
| Böllberger Weg 153 (Karte)                           | Mühle               | Ehemalige „Hildebrandsche Mühlenwerke AG“ (erbaut im Wesentlichen 1870–1880) auf dem Gelände eines bis ins Jahr 987 zurückzuverfolgenden Schiffsmühlenstandortes, landschafts- und stadtbildbeherrschender Industriekomplex im Stil der englischen Fabrikarchitektur des 19. Jh. | 094 11392          | Baudenkmal     | Weitere Bilder      |
| Passendorfer Weg 1 (gehört zu Gesundbrunnen) (Karte) | Schule              | Erbaut Ende d. 19. Jh., zweigeschossiger Ziegelbau auf L-förmigem Grundriss mit großen Segmentbogenfenstern und Uhrtürmchen als Dachreiter | 094 96734          | Baudenkmal     | Schule              |
| Zur Rabeninsel 23 (Karte)                            | Vereinshaus         | Erbaut um 1915, Sitz des Rudervereins Böllberg 1884 e.V., zweigeschossiger, repräsentativer, Putzbau auf gemauertem Sockel mit Mansarddach und Zwerchhaus, reich gestaltetes, verputztes Portal, ursprüngliche rundbogige Sprossenfenster erhalten, barockisierender Jugendstil  | 094 11475          | Baudenkmal     | Weitere Bilder      |
| Zur Rabeninsel 24 (Karte)                            | Bauernhof           | Im 18. Jh. erbauter, malerisch an der Saale gelegener Hof, bestehend aus zweigeschossigem, verputztem, traufständigem Wohnhaus mit Krüppelwalmdach und Nebengebäuden, Zeuge der dörflichen Bebauung Böllbergs                                                                    | 094 11477          | Baudenkmal     | Bauernhof           |
| Zur Rabeninsel 25 (Karte)                            | Wohnhaus            | Erbaut 1. Hälfte d. 19. Jh., schlichter, zweigeschossiger, giebelständiger Putzbau, einer der letzten baulichen Zeugen des alten Dorfes Böllberg | 094 97108          | Baudenkmal     | Wohnhaus            |

### Damaschkestraße
| Lage | Bezeichnung  | Beschreibung | Erfassungs- nummer | Ausweisungsart                                           | Bild           |
| --- | ------------ | --- | ------------------ | -------------------------------------------------------- | -------------- |
| Albert-Ebert-Straße, Carl-Schurz-Straße ehemals Mündung Albert-Ebert-Straße in die B 91 / Carl-Schurz-Straße 11 (Karte)         | Distanzstein | Distanzstein | 094 66085          | Kleindenkmal                                             | BW             |
| Albert-Ebert-Straße 61, 62, 63, 64, 65 (Karte)                                                                                  | Häusergruppe | | 094 96775          | Baudenkmal                                               | Häusergruppe   |
| Barbarastraße 1, Merseburger Straße 196 (Karte)                                                                                 | Kaserne      | Erbaut 1899/1900, ehemalige Artillerie-Kaserne, Komplex aus drei- bis viergeschossigen Ziegelbauten mit geschweiften Giebeln, Jugendstil mit Elementen der deutschen Renaissance                      | 094 06303          | Baudenkmal                                               | Weitere Bilder |
| Barbarastraße 11 (Karte) | Wohnhaus     | Erbaut 1916/1917, ehemalige Lederwarenfabrik R. Hoffschmitt, straßenseitig repräsentatives Wohnhaus mit aufwendiger Werksteinfassade und barockisierendem Jugendstilornament                          | 094 96706          | Baudenkmal                                               | Wohnhaus       |
| Carl-Schurz-Straße 1, 2, 3, 4, 5, 6, 7, 8, Freiligrathstraße 1, 2, Merseburger Straße 226, 228, 230, 234, 236, 238, 240 (Karte) | Siedlung     | Straßenbildprägende Wohnanlage mit turmartigem Kopfbau, bemerkenswertes Zeugnis des Massenwohnungsbaus in sachlichen Architekturformen aus der Zeit der Weimarer Republik, Architekt: Heinrich Faller | 094 96943          | Denkmalbereich                                           | Siedlung       |
| Damaschkestraße 100a (Karte) | Kirche       | Lutherkirche | 094 11786          | Baudenkmal                                               | Weitere Bilder |
| Dieselstraße 57 (Karte) | Villa        | Erbaut 1905, zweigeschossiger Putzbau über Souterrain, Obergeschoss in Fachwerk, schönes Beispiel des Heimatstils im frühen 20. Jh., aufwendige Einfriedung mit repräsentativer Toreinfahrt           | 094 96756          | Baudenkmal                                               | Weitere Bilder |
| Huttenstraße 25 (Karte) | Südfriedhof  | Friedhof | 094 56577          | Baudenkmal                                               | Weitere Bilder |
| Huttenstraße 25, Südfriedhof, Abt. 14, Nr. 12/3 (Nr. 1 eigene Erf.)                                                             | Grabmal      | Grabmal | 094 56577 001      | Teilobjekt eines Baudenkmals - Kleindenkmal              |                |
| Huttenstraße 25, Südfriedhof Halle, Abt. 14, Nr. 777-779 (Nr. 3 eigene Erf.)                                                    | Grabmal      | Grabmal | 094 56577 002      | Teilobjekt eines Baudenkmals - Kleindenkmal              |                |
| Huttenstraße 25, Südfriedhof Halle, Abt. 14, Nr. 783,4 (Nr. 4 eigene Erf.)                                                      | Grabmal      | Grabmal | 094 56577 003      | Teilobjekt eines Baudenkmals - Kleindenkmal              |                |
| Huttenstraße 25, Südfriedhof Halle, Abt. 14, Nr. 755/6 (Nr. 5 eigene Erf.)                                                      | Grabmal      | Grabmal | 094 56577 004      | Teilobjekt eines Baudenkmals - Kleindenkmal              |                |
| Huttenstraße 25, Südfriedhof Halle, Abt. 14, Nr. 473/4, (Nr. 6 eigene Erf.)                                                     | Grabmal      | Grabmal | 094 56577 005      | Teilobjekt eines Baudenkmals - Kleindenkmal              |                |
| Huttenstraße 25, Südfriedhof Halle, Abt. 25, Nr. 796/7 (Nr. 2 eigene Erf.)                                                      | Grabmal      | Grabmal | 094 56577 006      | Teilobjekt eines Baudenkmals - Kleindenkmal              |                |
| Huttenstraße 25, Südfriedhof Halle, Abt. 24, Nr. 610-12 (Nr. 2 eigene Erf.)                                                     | Grabmal      | Grabmal | 094 56577 007      | Teilobjekt eines Baudenkmals - Kleindenkmal              |                |
| Huttenstraße 25, Südfriedhof Halle, Abt. 23, Nr. 481-83 (Nr. 2 eigene Erf.)                                                     | Grabmal      | Grabmal | 094 56577 011      | Teilobjekt eines Baudenkmals - Kleindenkmal              |                |
| Huttenstraße 25, Südfriedhof Halle, Abt. 23, Nr. 640/39 (Nr. 5 eigene Erf.)                                                     | Grabmal      | Grabmal | 094 56577 012      | Teilobjekt eines Baudenkmals - Kleindenkmal              |                |
| Huttenstraße 25, Südfriedhof Halle, Abt. 23, Nr. 489/490 (Nr. 1 eigene Erf.)                                                    | Grabmal      | Grabmal | 094 56577 013      | Teilobjekt eines Baudenkmals - Kleindenkmal              |                |
| Huttenstraße 25, Südfriedhof Halle, Abt. 11, Nr. 5 a (Nr. 1 eigene Erf.)                                                        | Grabmal      | Grabmal | 094 56577 015      | Teilobjekt eines Baudenkmals - Kleindenkmal              |                |
| Huttenstraße 25, Südfriedhof Halle, Abt. 11 (Nr. 2 eigene Erf.)                                                                 | Grabmal      | Grabmal | 094 56577 016      | Teilobjekt eines Baudenkmals - Kleindenkmal              |                |
| Huttenstraße 25, Südfriedhof Halle, Eingangsbereich links, Feld 11, Nr. 327/28 (Nr. X 1 eigene Erf.)                            | Grabmal      | Grabmal | 094 56577 017      | Teilobjekt eines Baudenkmals - Kleindenkmal              |                |
| Huttenstraße 25, Südfriedhof Halle, Eingangsbereich links, Abt. 11, Nr. 329 (Nr. X 2 eigene Erf.)                               | Grabmal      | Grabmal | 094 56577 018      | Teilobjekt eines Baudenkmals - Kleindenkmal              |                |
| Huttenstraße 25, Südfriedhof Halle, Abt. 9, Nr. 2 a, b, c (Nr. 1 eigene Erf.)                                                   | Grabmal      | Grabmal | 094 56577 019      | Teilobjekt eines Baudenkmals - Kleindenkmal              |                |
| Huttenstraße 25, Südfriedhof Halle, Eingangsbereich links, Abt. 9, Nr. 302/3 (Nr. X 1 eigene Erf.)                              | Grabmal      | Grabmal | 094 56577 020      | Teilobjekt eines Baudenkmals - Kleindenkmal              |                |
| Huttenstraße 25, Südfriedhof Halle, Abt. 10, Nr. 423/425 (Nr. 4 eigene Erf.)                                                    | Grabmal      | Grabmal | 094 56577 022      | Teilobjekt eines Baudenkmals - Kleindenkmal              |                |
| Huttenstraße 25, Südfriedhof Halle, Abt. 21, Nr. 526/527 (Nr. 9 eigene Erf.)                                                    | Grabmal      | Grabmal | 094 56577 023      | Teilobjekt eines Baudenkmals - Kleindenkmal              |                |
| Huttenstraße 25, Südfriedhof Halle, Abt. UI, (Nr. 2, 3, 5 eigene Erf.)                                                          | Grabmal      | Grabmal | 094 56577 024      | Teilobjekt eines Baudenkmals - Kleindenkmal              |                |
| Huttenstraße 25, Südfriedhof Halle, Abt. UI, Nr. 45 ? (Nr. 10 eigene Erf.)                                                      | Grabmal      | Grabmal | 094 56577 025      | Teilobjekt eines Baudenkmals - Kleindenkmal              |                |
| Huttenstraße 25, Südfriedhof Halle, Abt. U I, Nr. 1 (Nr. 15 eigene Erf.)                                                        | Grabmal      | Grabmal | 094 56577 026      | Teilobjekt eines Baudenkmals - Kleindenkmal              |                |
| Huttenstraße 25, Südfriedhof Halle, Abt. UI, Nr. 126 (Nr. 16 eigene Erf.)                                                       | Grabmal      | Grabmal | 094 56577 027      | Teilobjekt eines Baudenkmals - Kleindenkmal              |                |
| Huttenstraße 25, Südfriedhof Halle, Abt. UI, Nr. 22 (Nr. 25 eigene Erf.)                                                        | Grabmal      | Grabmal | 094 56577 029      | Teilobjekt eines Baudenkmals - Kleindenkmal              |                |
| Huttenstraße 25, Südfriedhof Halle, Abt. UI, Nr. 57 (Nr. 27 eigene Erf.)                                                        | Grabmal      | Grabmal | 094 56577 030      | Teilobjekt eines Baudenkmals - Kleindenkmal              |                |
| Huttenstraße 25, Südfriedhof Halle, Abt. UI (Nr. 43 eigene Erf.)                                                                | Grabmal      | Grabmal | 094 56577 032      | Teilobjekt eines Baudenkmals - Kleindenkmal              |                |
| Huttenstraße 25, Südfriedhof Halle, Feld UI, Nr. 43 (Nr. 44 eigene Erf.)                                                        | Grabmal      | Grabmal | 094 56577 033      | Teilobjekt eines Baudenkmals - Kleindenkmal              |                |
| Huttenstraße 25, Südfriedhof Halle, Abt. U II (Nr. 3 eigene Erf.)                                                               | Grabmal      | Grabmal | 094 56577 034      | Teilobjekt eines Baudenkmals - Kleindenkmal              |                |
| Huttenstraße 25, Südfriedhof Halle, Abt. U II (Nr. 6 eigene Erf.)                                                               | Grabmal      | Grabmal | 094 56577 035      | Teilobjekt eines Baudenkmals - Kleindenkmal              |                |
| Huttenstraße 25, Südfriedhof Halle, Abt. 26, Nr. 548/9 (Nr. 5 eigene Erf.)                                                      | Grabmal      | Grabmal | 094 56577 036      | Teilobjekt eines Baudenkmals - Kleindenkmal              |                |
| Huttenstraße 25, Südfriedhof Halle, Feld U I b, Nr. 257 a-b (U II, Nr. 7 eigene Erf.)                                           | Grabmal      | Grabmal | 094 56577 037      | Teilobjekt eines Baudenkmals - Kleindenkmal              |                |
| Huttenstraße 25, Südfriedhof Halle, Abt. U I b, Nr. 31 (Abt. U II, Nr. 14 eigene Erf.)                                          | Grabmal      | Grabmal | 094 56577 038      | Teilobjekt eines Baudenkmals - Kleindenkmal              |                |
| Huttenstraße 25, Südfriedhof Halle, Abt. UI b, Nr. 3537354 (Abt. U II, Nr. 13 eigene Erf.)                                      | Grabmal      | Grabmal | 094 56577 039      | Teilobjekt eines Baudenkmals - Kleindenkmal              |                |
| Huttenstraße 25, Südfriedhof Halle, Abt. 22, Nr. 575 (Feld 22, Nr. X eigene Erf.)                                               | Grabmal      | Grabmal | 094 56577 040      | Teilobjekt eines Baudenkmals - Kleindenkmal              |                |
| Huttenstraße 25, Südfriedhof Halle, Abt. U II, Nr. 101 (Nr. 20 eigene Erf.)                                                     | Grabmal      | Grabmal | 094 56577 041      | Teilobjekt eines Baudenkmals - Kleindenkmal              |                |
| Huttenstraße 25, Südfriedhof Halle, Abt. U II, Nr. 237 (Nr. 22 eigene Erf.)                                                     | Grabmal      | Grabmal | 094 56577 042      | Teilobjekt eines Baudenkmals - Kleindenkmal              |                |
| Huttenstraße 25, Südfriedhof Halle, Abt. U II, Nr. 209 a-d (Nr. 26 eigene Erf.)                                                 | Grabmal      | Grabmal | 094 56577 043      | Teilobjekt eines Baudenkmals - Kleindenkmal              |                |
| Huttenstraße 25, Südfriedhof Halle, Abt. 16, Nr. 1 - 3 (Nr 1 eigene Erf.)                                                       | Grabmal      | Grabmal | 094 56577 044      | Teilobjekt eines Baudenkmals - Kleindenkmal              |                |
| Huttenstraße 25, Südfriedhof Halle, Abt. 16, Nr. 5, 6 (Nr. 2 eigene Erf.)                                                       | Grabmal      | Grabmal | 094 56577 045      | Teilobjekt eines Baudenkmals - Kleindenkmal              |                |
| Huttenstraße 25, Südfriedhof Halle, Abt. 36 ( Nr. 1 eigene Erf.)                                                                | Grabmal      | Grabmal | 094 56577 047      | Teilobjekt eines Baudenkmals - Kleindenkmal              |                |
| Huttenstraße 25, Südfriedhof Halle, Abt. 91 (Nr. 1 eigene Erf.)                                                                 | Grabmal      | Grabmal | 094 56577 048      | Teilobjekt eines Baudenkmals - Kleindenkmal              |                |
| Huttenstraße 25, Südfriedhof Halle, Südliches Ende der auf die große Feierhalle Bezug nehmenden nord-südlichen Haup             | Denkmal      | Denkmal | 094 56577 049      | Teilobjekt eines Baudenkmals                             |                |
| Huttenstraße 25, Südfriedhof Halle, östlich der Abteilungen 26, 28, 34 und 36 am südöstlichen Ende des Friedhofes               | Gedenkstätte | Gedenkstätte | 094 56577 050      | Teilobjekt eines Baudenkmals                             |                |
| Huttenstraße 25, Südfriedhof Halle, Abt. 7, Nr. 285 (Nr. 1 eigene Erf.)                                                         | Grabmal      | Grabmal | 094 56577 051      | Teilobjekt eines Baudenkmals - Kleindenkmal              |                |
| Huttenstraße 25, Südfriedhof Halle, Abt. 46 (Nr. 1 eigene Erf.)                                                                 | Grabmal      | Grabmal | 094 56577 052      | Teilobjekt eines Baudenkmals - Kleindenkmal              |                |
| Huttenstraße 25, Südfriedhof Halle, Abt. 42 (Nr. 1 eigene Erf.)                                                                 | Grabmal      | Grabmal | 094 56577 053      | Teilobjekt eines Baudenkmals - Kleindenkmal              |                |
| Huttenstraße 25, Südfriedhof Halle, Abt. 42 (Nr. 3 eigene Erf.)                                                                 | Grabstein    | Grabstein | 094 56577 054      | Teilobjekt eines Baudenkmals - Kleindenkmal              |                |
| Huttenstraße 25, Südfriedhof Halle, Abt. 41, Nr. 39-40 (Nr. 1 eigene Erf.)                                                      | Grabmal      | Grabmal | 094 56577 055      | Teilobjekt eines Baudenkmals - Kleindenkmal              |                |
| Huttenstraße 25, Südfriedhof Halle, Abt. 43, Nr. 22 (Nr. 1 eigene Erf.)                                                         | Grabstein    | Grabstein | 094 56577 056      | Teilobjekt eines Baudenkmals - Kleindenkmal              |                |
| Huttenstraße 25, Südfriedhof Halle, Abt. 68, Nr. 4 a-b (Nr. 1 eigene Erf.)                                                      | Grabmal      | Grabmal | 094 56577 057      | Teilobjekt eines Baudenkmals - Kleindenkmal              |                |
| Huttenstraße 25, Südfriedhof Halle, Abt. 69, Nr. 16 a (Nr. 2 eigene Erf.)                                                       | Grabmal      | Grabmal | 094 56577 058      | Teilobjekt eines Baudenkmals - Kleindenkmal              |                |
| Huttenstraße 25, Südfriedhof Halle, Abt. 69, Nr. 12 a,b (Nr. 3 eigene Erf.)                                                     | Grabmal      | Grabmal | 094 56577 059      | Teilobjekt eines Baudenkmals - Kleindenkmal              |                |
| Huttenstraße 25, Südfriedhof Halle, Abt. 69, Nr. 12 a,b (Nr. 3 eigene Erf.)                                                     | Gedenkstätte | Gedenkstätte | 094 56577 064      | Teilobjekt eines Baudenkmals - Kleindenkmal              |                |
| Huttenstraße 25, Südfriedhof Halle, Abt. 13, Nr. 446/447 (Nr. 1 eigene Erf.)                                                    | Grabmal      | Grabmal | 094 56577 065      | Teilobjekt eines Baudenkmals - Kleindenkmal              |                |
| Huttenstraße 25, Südfriedhof Halle, Abt. 6, Nr. 1 a-c (Nr. 1 eigene Erf.)                                                       | Grabmal      | Grabmal | 094 56577 066      | Teilobjekt eines Baudenkmals - Kleindenkmal              |                |
| Huttenstraße 25, Südfriedhof Halle, Abt. 37, Nr. 1045/6 (Nr. 1 eigene Erf.)                                                     | Grabmal      | Grabmal | 094 56577 067      | Teilobjekt eines Baudenkmals - Kleindenkmal              |                |
| Huttenstraße 25, Südfriedhof Halle, Abt. 38, Nr. 1064 (Nr. 1 eigene Erf.)                                                       | Grabstein    | Grabstein | 094 56577 068      | Teilobjekt eines Baudenkmals - Kleindenkmal              |                |
| Huttenstraße 25, Südfriedhof Halle, Abt. 19, Nr. 935/936 (Nr. 1 eigene Erf.)                                                    | Grabmal      | Grabmal | 094 56577 069      | Teilobjekt eines Baudenkmals - Kleindenkmal              |                |
| Huttenstraße 25, Südfriedhof Halle, Abt. 19, Nr. 933/934 (Nr. 2 eigene Erf.)                                                    | Grabmal      | Grabmal | 094 56577 070      | Teilobjekt eines Baudenkmals - Kleindenkmal              |                |
| Huttenstraße 25, Südfriedhof Halle, Abt. 4, Nr. 25 (Nr. 1 eigene Erf.)                                                          | Grabstein    | Grabstein | 094 56577 071      | Teilobjekt eines Baudenkmals - Kleindenkmal              |                |
| Huttenstraße 25, Südfriedhof Halle, Abt. 4, Nr. 14 (Nr. 2 eigene Erf.)                                                          | Grabstein    | Grabstein | 094 56577 072      | Teilobjekt eines Baudenkmals - Kleindenkmal              |                |
| Huttenstraße 25, Südfriedhof Halle, Abt. 3, Nr. 2 (Nr. 1 eigene Erf.)                                                           | Grabmal      | Grabmal | 094 56577 073      | Teilobjekt eines Baudenkmals - Kleindenkmal              |                |
| Huttenstraße 25, Südfriedhof Halle, Abt. 2, Nr. 2 (Nr. 1 eigene Erf.)                                                           | Grabstein    | Grabstein | 094 56577 074      | Teilobjekt eines Baudenkmals - Kleindenkmal              |                |
| Huttenstraße 25, Südfriedhof Halle, Abt. 2, Nr. 11 (Nr. 2 eigene Erf.)                                                          | Grabmal      | Grabmal | 094 56577 075      | Teilobjekt eines Baudenkmals - Kleindenkmal              |                |
| Huttenstraße 25, Südfriedhof Halle, Abt. 17, Nr. 913/914 (Nr. 1 eigene Erf.)                                                    | Grabmal      | Grabmal | 094 56577 076      | Teilobjekt eines Baudenkmals - Kleindenkmal              |                |
| Huttenstraße 25, Südfriedhof Halle, Abt. 17, Nr. 953/954 (Nr. 2 eigene Erf.)                                                    | Grabstein    | Grabstein | 094 56577 077      | Teilobjekt eines Baudenkmals - Kleindenkmal              |                |
| Huttenstraße 25, Südfriedhof Halle, Abt. 17, Nr. 955/956 (Nr. 3 eigene Erf.)                                                    | Grabmal      | Grabmal | 094 56577 078      | Teilobjekt eines Baudenkmals - Kleindenkmal              |                |
| Huttenstraße 25, Südfriedhof Halle, Abt. 57, Nr. 14 a-d (Nr. 1 eigene Erf.)                                                     | Grabmal      | Grabmal | 094 56577 079      | Teilobjekt eines Baudenkmals - Kleindenkmal              |                |
| Huttenstraße 25, Südfriedhof Halle, Abt. 62, Nr. 4 (Nr. 1 eigene Erf.)                                                          | Grabmal      | Grabmal | 094 56577 080      | Teilobjekt eines Baudenkmals - Kleindenkmal              |                |
| Huttenstraße 25, Südfriedhof Halle, Abt. 4, Nr. 16/17 (Nr. 3 eigene Erf.)                                                       | Grabmal      | Grabmal | 094 56577 081      | Teilobjekt eines Baudenkmals - Kleindenkmal              |                |
| Huttenstraße 25, Südfriedhof Halle, Abt. 3, Nr. 4 a,b ( Nr. 2 eigene Erf.)                                                      | Grabstein    | Grabstein | 094 56577 082      | Teilobjekt eines Baudenkmals - Kleindenkmal              |                |
| Huttenstraße 25, Südfriedhof Halle, zwischen den Abteilungen 29 bis 32                                                          | Brunnen      | Brunnen | 094 56577 083      | Teilobjekt eines Baudenkmals - Kleindenkmal              |                |
| Huttenstraße 25, Südfriedhof Halle, zwischen den Abteilungen 36 und 91                                                          | Brunnen      | Brunnen | 094 56577 084      | Teilobjekt eines Baudenkmals - Kleindenkmal              |                |
| Huttenstraße 25, Südfriedhof Halle, zwischen den Abteilungen 41 bis 44                                                          | Brunnen      | Brunnen | 094 56577 085      | Teilobjekt eines Baudenkmals - Kleindenkmal              |                |
| Huttenstraße 25, Südfriedhof Halle, rückwärtiger Eingang Barbarastraße                                                          | Torhaus      | Torhaus | 094 56577 086      | Teilobjekt eines Baudenkmals                             |                |
| Huttenstraße 25, Südfriedhof Halle, Abt. 5                                                                                      | Bank         | Bank | 094 56577 087      | Teilobjekt eines Baudenkmals - bewegliches Kulturdenkmal |                |
| Huttenstraße 25, Südfriedhof Halle, zwischen den Abteilungen 1 und 3 (Brunnen Nr. 5)                                            | Brunnen      | Brunnen | 094 56577 088      | Teilobjekt eines Baudenkmals - Kleindenkmal              |                |
| Huttenstraße 25, Südfriedhof Halle, Abt. U III/UIV (Brunnen 6)                                                                  | Brunnen      | Brunnen | 094 56577 089      | Teilobjekt eines Baudenkmals                             |                |
| Huttenstraße 25, Südfriedhof Halle, westliches Kopfende eines ost-westlichen Hauptquerweges bei den Feldern 20 und 38           | Brunnen      | Brunnen | 094 56577 090      | Teilobjekt eines Baudenkmals - Kleindenkmal              |                |
| Huttenstraße 25, Südfriedhof Halle, Brunnen 8                                                                                   | Brunnen      | Brunnen | 094 56577 091      | Teilobjekt eines Baudenkmals - Kleindenkmal              |                |
| Huttenstraße 25, Südfriedhof Halle, Brunnen Nr. 10                                                                              | Brunnen      | Brunnen | 094 56577 092      | Teilobjekt eines Baudenkmals - Kleindenkmal              |                |
| Huttenstraße 25, Südfriedhof Halle, Abt. 52, Nr. 1                                                                              | Grabmal      | Grabmal | 094 56577 093      | Teilobjekt eines Baudenkmals - Kleindenkmal              |                |
| Huttenstraße 25, Südfriedhof Halle, Abt. 62, Nr. 2 a - b                                                                        | Grabmal      | Grabmal | 094 56577 094      | Teilobjekt eines Baudenkmals - Kleindenkmal              |                |
| Huttenstraße 25, Südfriedhof, Abt. 29, Nr. 3a                                                                                   | Grabmal      | Grabmal | 094 56577 095      | Teilobjekt eines Baudenkmals - Kleindenkmal              |                |

### Gesundbrunnen
| Lage | Bezeichnung  | Beschreibung | Erfassungs- nummer | Ausweisungsart | Bild           |
| --- | ------------ | --- | ------------------ | -------------- | -------------- |
| Amselweg 1 bis 8 Dohlenweg 6b, 6c, 6d, 6e, 7a, 7b, 7c/d Elsa-Brandström-Straße 181, 182, 182a Falkenweg 1 bis 8 Finkenweg 17a, 17b, 17c, 17d, 18a, 18b, 18c, 18d Paul-Suhr-Straße 42, 43, 44 Vogelherd 3, 3a, 4, 4a, 5, 6 Vogelweide 1 bis 29 (Karte) | Siedlung     | Siedlung Vogelweide; Wohnanlage, erbaut 1930–31 im Stil des Neuen Bauens in gartenstädtisch aufgelockerter Zeilenbauweise, dreigeschossige, flachgedeckte Putzbauten mit Mezzanin und markanten Eckloggien, eindrucksvolles Beispiel für den gemeinnützigen Wohnungsbau der Weimarer Republik, Architekt Heinrich Faller                             | 094 04660          | Denkmalbereich | Weitere Bilder |
| Böllberger Weg 31 Max-Lademann-Straße 8 bis 19, 19a Stadtgutweg 3 bis 30 Vor dem Hamstertor 1 bis 11 (Karte) | Siedlung     | Siedlung Stadtgutweg/Vor dem Hamstertor, erbaut 1926–29, Putzbauten mit Treppentürmen, städtebaulich reizvolle Siedlung in der Tradition der Gartenstadtbewegung des frühen 20. Jahrhunderts, Architekten: Hermann Frede, Heinrich Faller | 094 12969          | Baudenkmal     | Weitere Bilder |
| Böllberger Weg (Karte) | Brücke       | Hafenbahnbrücke, Karl-Meseberg-Brücke | 094 07204          | Baudenkmal     | Weitere Bilder |
| Böllberger Weg 26 (Karte) | Villa        | 1877 für den Brauereibesitzer Hugo Schulze erbauter zweigeschossiger kubischer Sichtziegelbau mit farbig wechselnden Klinkereinlagen und betonter Gesimszone nach dem Vorbild italienischer Villenarchitektur | 094 96717          | Baudenkmal     | Villa          |
| Böllberger Weg 168 (Karte) | Brauerei     | Ehemalige Brauerei Engelhardt, erbaut 1907, landschaftsprägende Industrieanlage am Saaleufer, markant gegliedertes Brauhaus in Ziegelbauweise | 094 04594          | Baudenkmal     | Brauerei       |
| Diesterwegstraße 16 (Karte) | Gemeindehaus | Kirche und Gemeindehaus „Am Gesundbrunnen“, erbaut 1932/1933, Architekt: Bruno Föhre | 094 11573          | Baudenkmal     | Weitere Bilder |
| Diesterwegstraße 37 (Karte) | Schule       | Diesterwegschule II, erbaut 1938/1939 als stilistische Antithese zur Diesterwegschule I im konservativen Heimatstil, Architekt: Wilhelm Jost, ab 2019 Umbau zu Wohnungen | 094 11571          | Baudenkmal     | Weitere Bilder |
| Diesterwegstraße 38 (Karte) | Schule       | Diesterwegschule I, erbaut 1929/1930, Beispiel für den fortschrittlich-modernen Schulbau der Weimarer Republik, Architekt: Wolfgang Bornemann, heute Grundschule Diesterweg | 094 11574          | Baudenkmal     | Weitere Bilder |
| Kantstraße 1 (Karte) | Stift        | Paul-Riebeck-Stift, erbaut 1894–1896; von dem Sohn des halleschen Montanindustriellen Carl Adolph Riebeck, Paul Riebeck, gestiftetes Heim für pflegebedürftige alte Menschen, monumentale Anlage in für einen Bau dieser Funktion außergewöhnlich aufwendiger Gestaltung in Formen der Spätgotik und der deutschen Renaissance, mit Park und Kapelle | 094 04595          | Baudenkmal     | Weitere Bilder |
| Kantstraße 2 am Haupteingang zum Stadion (Karte) | Ehrenmal     | Ehrenmal der Arbeit, Stadionmauer mit sechs Arbeiterstatuen aus 1934 von Alfred Vocke | 094 56583          | Kleindenkmal   | Ehrenmal       |
| Kantstraße 2 am Haupteingang zum Stadion (Karte) | Gedenktafel  | Kurt Wabbel | 094 97059          | Kleindenkmal   | BW             |
| Kantstraße 3 Auf dem Gelände des ehemaligen Freibades Gesundbrunnen, Ecke-Max-Lademannstraße (Karte) | Quellfassung | Brunnenhaus Gesundbrunnen | 094 15142          | Baudenkmal     | Weitere Bilder |
| Pestalozzistraße (Karte) | Park         | Pestalozzipark | 094 96983          | Baudenkmal     | Weitere Bilder |

### Lutherplatz/Thüringer Bahnhof
| Lage | Bezeichnung                 | Beschreibung | Erfassungs- nummer | Ausweisungsart | Bild |
| --- | --------------------------- | --- | ------------------ | -------------- | --- |
| Alter Thüringer Bahnhof (Karte) | ehemalige Fabrik            | Ehemalige Presshefe- und Spiritusfabrik Haring, Ehrenberg & Co. | 094 97114          | Baudenkmal     | ehemalige Fabrik |
| Beethovenstraße 1 bis 14 Brucknerstraße 11 bis 18 Ernst-Eckstein-Straße 1, 2 Liebenauer Straße 58 bis 62, 143 bis 145 Lutherplatz 1 bis 13 Lutherstraße 1 bis 4, 58 bis 64, 80, 80a, 80b, 81 bis 84 Türkstraße 1 Turmstraße 45 bis 49, 101 bis 106 (Karte) | Siedlung                    | Siedlung Lutherplatz; um den Wasserturm Süd zentrierte, städtebaulich weit ausgreifende Wohnanlage auf andreaskreuzförmigem Grundriss aus drei- bis viergeschossigen Putzbauten mit markanten Dreieckserkern, Stufengiebeln und Art deco-Elementen, eindrucksvolles Beispiel für den an traditionellen und expressionistischen Architekturformen orientierten genossenschaftlichen Wohnungsbau der Weimarer Republik, Architekt Wilhelm Freise     | 094 04529          | Denkmalbereich | Weitere Bilder |
| Edmund-von-Lippmann-Straße 1, 3, 5, 7, 9, 11 (Karte) | Gewerbehof                  | Gebäude der 1901 erbauten Kaffeesurrogatefabrik Heinrich Franck & Söhne, ehemals Raffineriestraße 28a, später VEB Kaffee Halle, danach VENAG GmbH, Stilllegung der Produktion 1993, heute u. a. Handwerkerhof | 094 70149          | Baudenkmal     | Weitere Bilder |
| Ernst-Eckstein-Straße 23 bis 27, 27a Gustav-Hertzberg-Straße 10 bis 17 Jonasstraße 1, 2 (Karte) | Siedlung                    | Putzbauten der 1920er Jahre mit übergiebelten Treppenhäusern und polygonalen Ecktürmen, platz- und straßenbildprägende Wohnanlage, gut gestaltete Architektur im Heimatstil | 094 13034          | Denkmalbereich | Siedlung |
| Gustav-Hertzberg-Straße (Karte) | SBW 100                     | Bunker, am 24. November 2016 als Denkmal ausgewiesen |                    | Baudenkmal     | BW |
| Heinrich-Franck-Straße 2 bis 4 (Karte) | Gewerbehaus                 | Gebäude der 1901 erbauten Kaffeesurrogatefabrik Heinrich Franck & Söhne, ehemals Raffineriestraße 28a, später VEB Kaffee Halle, danach VENAG GmbH, Stilllegung der Produktion 1993, heute u. a. Handwerkerhof | 094 70149          | Baudenkmal     | Weitere Bilder |
| Huttenstraße 65 bis 68 Turmstraße 61 bis 64 (Karte) | Häusergruppe                | Viergeschossige Putzbauten mit markanter Ecklösung in expressionistischen Formen, in wichtiger Sichtbeziehung zu Wasserturm Süd und Dreifaltigkeitskirche, 1920er Jahre | 094 13245          | Denkmalbereich | Häusergruppe |
| Merseburger Straße 101, 103 Schlosserstraße 1 bis 17 Schmiedstraße 19 bis 37 (Karte) | Siedlung                    | Loests Hof, erbaut 1884 bis 1890 von dem Bauunternehmer Rudolf Loest, viergeschossige Mietskaserne mit 408 Wohnungen im Straßenviereck von Schmiedstraße, Rossbachstraße, Schlosserstraße und Merseburger Straße, Ziegelbau von gewaltigen Ausmaßen mit festungsartig betonten Ecktürmen, sozialgeschichtliches Zeugnis privatwirtschaftlichen Massenwohnungsbaus in der Gründerzeit                                                               | 094 04832          | Denkmalbereich | Weitere Bilder |
| Merseburger Straße 114 (Karte) | Wohnhaus                    | Wohnhaus 2020 als Denkmal eingetragen | 094 96951          | Baudenkmal     | Wohnhaus |
| Merseburger Straße 127 (Karte) | Skulptur                    | Bronzestandbild Eisengießer von Gerhard Geyer, 1954 | 094 96948          | Kleindenkmal   | Skulptur |
| Ernst-Eckstein-Straße 12 (Karte) | Wohnhaus                    | Erbaut ca. 1910, dreigeschossiger Putzbau mit Zwerchhaus und flachem Eckturm in schlichten Jugendstilformen | 094 96776          | Baudenkmal     | Wohnhaus |
| Ernst-Eckstein-Straße 13 (Karte) | Wohnhaus                    | Erbaut Anfang d. 20. Jh., imposanter, dreieinhalbgeschossiger Putzbau, großes Giebelhaus, Jugendstilstuckdekor | 094 13186          | Baudenkmal     | Wohnhaus |
| Ernst-Eckstein-Straße 14 (Karte) | Wohnhaus                    | Erbaut ca. 1910, dreieinhalbgeschossiger Ziegelbau mit Segmentbogengiebel und Lisenengliederung, Putzdekor in strengen Jugendstilformen, originale Sprossenfenster | 094 96777          | Baudenkmal     | Wohnhaus |
| Ernst-Eckstein-Straße 15 (Karte) | Wohnhaus                    | Erbaut ca. 1910, dreieinhalbgeschossiger Ziegelbau mit flachen Eckerkern und Lisenengliederung, Putzdekor in strengen Jugendstilformen | 094 96778          | Baudenkmal     | Wohnhaus |
| Ernst-Eckstein-Straße 16 (Karte) | Wohnhaus                    | Erbaut ca. 1910, dreieinhalbgeschossiger Ziegelbau mit Erkern und repräsentativem Putzdekor, reich gestaltetes Volutenportal, barockisierende Jugendstilformen | 094 96779          | Baudenkmal     | Wohnhaus |
| Ernst-Eckstein-Straße 17 (Karte) | Wohnhaus                    | Erbaut ca. 1910, dreieinhalbgeschossiger Ziegelbau mit Zwerchhaus und sparsamem Putzdekor, Erkerfenster, strenge Jugendstilformen | 094 96780          | Baudenkmal     | Wohnhaus |
| Ernst-Eckstein-Straße 18 (Karte) | Wohnhaus                    | Erbaut ca. 1910, dreieinhalbgeschossiger Ziegelbau mit Kastenerker und Rauhputzgliederung, späte Jugendstilformen mit sparsamem Putzdekor | 094 96781          | Baudenkmal     | Wohnhaus |
| Ernst-Eckstein-Straße 19 (Karte) | Wohnhaus                    | Erbaut ca. 1910, dreigeschossiger Putzbau mit großem Zwerchhaus und schlichtem Girlandendekor, später Jugendstil | 094 96782          | Baudenkmal     | Wohnhaus |
| Ernst-Eckstein-Straße 20 (Karte) | Wohnhaus                    | Erbaut ca. 1910, dreigeschossiger Putzbau mit großem Zwerchhaus, flachem Erker und Portal mit figürlichem Reliefschmuck, später Jugendstil | 094 96783          | Baudenkmal     | Wohnhaus |
| Ernst-Eckstein-Straße 21 (Karte) | Wohnhaus                    | Erbaut ca. 1910, dreigeschossiger Putzbau in markanter Ecklage, reiche Putzreliefs, schönes Portal, später Jugendstil | 094 96784          | Baudenkmal     | Wohnhaus |
| Ernst-Eckstein-Straße 22 (Karte) | Wohnhaus                    | Erbaut ca. 1910, dreigeschossiger Putzbau mit großem Zwerchhaus, monumentale Fassadengliederung durch Pilaster, später Jugendstil | 094 96785          | Baudenkmal     | Wohnhaus |
| Huttenstraße 25 Südfriedhof (Karte) | Gedenkstätte                | Ehrenhain/Gedenkstätte für gefallene Arbeiter, Antifaschisten und Angehörige der örtlichen Arbeiterbewegung, Einweihung 1964, im Rondell 14 Grabmale, die Namen und Lebensdaten von Bestatteten der Zeit von 1920 bis 1986 tragen; Grabstätten sowjetischer Soldaten/Offiziere und ihrer Angehörigen, teils mit Bildnisbüsten, beherrscht von Steinobelisk mit russischer Inschrift Ewiges Andenken den Bürgern der Sowjetunion angelegt nach 1945 | 094 96869          | Baudenkmal     | Weitere Bilder |
| Huttenstraße 40 (Karte) | Schule                      | Erbaut 1901 durch Carl Rehorst, ehemalige Hutten-Volksschule, schlichter, viergeschossiger Putzbau mit hohem Satteldach im Stil der Reformarchitektur mit Renaissanceelementen, Rundbogensprossenfenster und Nischenportal | 094 96870          | Baudenkmal     | Weitere Bilder |
| Huttenstraße 40a (Karte) | Transformatorenstation      | Eingeschossiger kubischer Bau mit Flachdach und expressionistischem Klinkerornament, Architekt Wilhelm Jost | 094 96871          | Baudenkmal     | Transformatorenstation |
| Huttenstraße 73 (Karte) | Wohnhaus                    | Erbaut Ende d. 19. Jh., viergeschossiger Putzbau mit Seitenrisalit, Neurenaissance mit Jugendstilelementen, Vorgarten und schmiedeeiserner Zaun | 094 13222          | Baudenkmal     | Wohnhaus |
| Huttenstraße 75 (Karte) | Wohnhaus                    | Erbaut um 1890, viergeschossiger Ziegelbau mit Seitenrisalit und reichem barockisierenden Fassadenstuck, bedeutsam im Ensemble mit den Friedhofsbauten | 094 13223          | Baudenkmal     | Wohnhaus |
| Huttenstraße 76 (Karte) | Wohnhaus                    | Erbaut um 1890, dreigeschossiger Ziegelbau mit Putzgliederung, Seitenrisalit und Fachwerkgiebel, bedeutsam im Ensemble mit den Friedhofsbauten | 094 13224          | Baudenkmal     | Wohnhaus |
| Huttenstraße 77 (Karte) | Wohn- und Geschäftshaus     | Erbaut ca. 1890, zwei- bis dreigeschossiger Ziegelbau mit Putzgliederung, repräsentativem Eckturm und italianisierender Neurenaissancefassade, mit Garten und Einfriedung | 094 13226          | Baudenkmal     | Wohn- und Geschäftshaus |
| Huttenstraße 83 bis 85 Liebenauer Straße 112 bis 116 (Karte) | Siedlung                    | Erbaut in den 1920er Jahren, viergeschossige Ziegelbauten mit markanten Treppentürmen, horizontalen, gesimsbekrönten und skulpturengeschmückten Portalen im expressionistischen Stil | 094 13056          | Baudenkmal     | Siedlung |
| Huttenstraße 86 (Karte) | Wohnhaus                    | Erbaut ca. 1880, dreigeschossiger Ziegelbau mit Seitenrisaliten, im Erdgeschoss Rundbogenfenster, gotisierendes Portal, qualitätvolles Beispiel der Backsteinarchitektur im 19. Jh. | 094 12980          | Baudenkmal     | Wohnhaus |
| Huttenstraße 87 (Karte) | Wohnhaus                    | Erbaut ca. 1900, drei- bis viergeschossiger Ziegelbau mit Treppengiebel und Zinnenbekrönung, originelle Fassadengliederung mit in Backstein gerahmten Putzfeldern | 094 13058          | Baudenkmal     | Wohnhaus |
| Karl-Meseberg-Straße 2 (Karte) | Wohnhaus                    | | 094 71145          | Baudenkmal     | BW |
| Karl-Meseberg-Straße 3 (Karte) | Wohnhaus                    | | 094 71146          | Baudenkmal     | BW |
| Lauchstädter Straße 1, 1a (Karte) | Kino                        | Kino Capitol, erbaut 1925, zweigeschossiger Putzbau mit leicht vortretenden Seitentürmen, originelle Dreiecksversprossung, außergewöhnliches Beispiel für die expressionistische Formensprache, Architekt Walter Thurm | 094 04817          | Baudenkmal     | Kino |
| Lauchstädter Straße 10 (Karte) | Wohnhaus                    | | 094 66082          | Baudenkmal     | Wohnhaus |
| Lauchstädter Straße 14b (Karte) | Kirche                      | Franziskanerkirche Zur Heiligsten Dreieinigkeit | 094 04818          | Baudenkmal     | Weitere Bilder |
| Lauchstädter Straße 14c, 14d Liebenauer Straße 130, 131 (Karte) | Wasserturm                  | Wasserturm Süd / Umspannwerk | 094 04843          | Baudenkmal     | Weitere Bilder |
| Lauchstädter Straße 22 (Karte) | Wohnhaus                    | | 094 66159          | Baudenkmal     | Wohnhaus |
| Liebenauer Straße 123 (Karte) | Feuerwache                  | Feuerwache Süd | 094 12959          | Baudenkmal     | BW |
| Lutherplatz Ecke Liebenauer Straße Lauchstädter Straße (Karte) | Feuerwache                  | Feuerwache Süd, erbaut 1907/08, zweigeschossiger Ziegelbau mit einem das Gebäude überragenden Turm, hohes Walmdach und große Zwerchgiebel in schlichten Formen der deutschen Renaissance | 094 04845          | Baudenkmal     | Weitere Bilder |
| Merseburger Straße 64 Türkstraße Merseburger 64 und Türkstraße Nordseite zwischen Merseburger Straße und Max-Reger-Straße (Karte) | Wandbild                    | | 094 70377          | Baudenkmal     | [[Vorlage:Bilderwunsch/code!/C:51.468154213234,11.983433853373!/D:Merseburger Straße 64 Türkstraße Merseburger 64 und Türkstraße Nordseite zwischen Merseburger Straße und Max-Reger-Straße,!/\|BW]] |
| Merseburger Straße 65 (Karte) | Fabrik                      | Erbaut um 1900, Verwaltungsbau der ehemaligen Karosseriewerke Otto Kühn und später des VEB Karosseriewerke Halle, dreieinhalbgeschossiger Ziegelbau malerischen Charakters mit Fachwerkobergeschossen, Heimatstil | 094 80294          | Baudenkmal     | Fabrik |
| Merseburger Straße 69 bis 73 (Karte) | Fabrik                      | Ehemalige Hallesche Malzfabrik Reinicke & Co., erb. 1882–1889, Anlage mit elegantem Direktorialgebäude im Neurenaissancestil, räumlich eindrucksvoll gestaffelte, burgartige Produktionsbauten in Ziegelbauweise von imposanter Fernwirkung, Architekten Hanner und Hering, seit 2007 umfassend saniert | 094 11603          | Baudenkmal     | Weitere Bilder |
| Merseburger Straße 77, 79, 81, 91, 93, 95 (Karte) | Häusergruppe                | Erbaut um 1900, viergeschossige grün-gelbe Ziegelbauten von eigenwilliger stilistischer Prägung mit spitzen Erkern, Balkonen und Loggien, in der Verwendung des Baumaterials originelle und stilgeschichtlich innovative Architektur | 094 96949          | Baudenkmal     | Häusergruppe |
| Merseburger Straße 96 (Karte) | Fabrik                      | Erbaut 1895, ehemalige Drogen-Großhandlung Caesar & Loretz, breitgelagerter Ziegelbau mit Risaliten, Gurt- und Traufgesimse als Horizontalgliederung, typisches Beispiel gründerzeitlicher Fabrikarchitektur, Erweiterungen 1900, 1910 und 1913 | 094 13250          | Baudenkmal     | Fabrik |
| Merseburger Straße 99 Ecke Schmiedstraße (Karte) | Tankstelle                  | 1929 errichtete Tankstelle, kreisrunder Betonbau mit drei Rundpfeilern, tellerförmigem Kragdach und Kassenraum über nierenförmigem Grundriss, sehr originelles Beispiel des Bautyps Tankstelle, Architekt Otto Steinkopff | 094 96950          | Baudenkmal     | Tankstelle |
| Merseburger Straße 102, 104, 106, 108, 110, 112, 114, 116, 118, 120 zwischen Lauchstädter Straße und Huttenstraße (Karte) | Häusergruppe                | Erbaut 1880/1890er Jahre, geschlossene Häuserzeile in Blockrandbebauung von fünfgeschossigen Putz- und Ziegelbauten, schlichte bis repräsentativ stuckierte historisierende Fassadengestaltungen, meist im Stil der Neurenaissance | 094 96951          | Baudenkmal     | Häusergruppe |
| Merseburger Straße 138 Ecke Huttenstraße, nahe der ehemaligen Hafenbahn (Karte) | Toilettenhaus               | 1902 nach einem Entwurf des Stadtbauinspektors Carl Rehorst gebauter, anspruchsvoller, teils zweifarbiger Klinkerbau mit fünf Fensteröffnungen auf der Schauseite zur Merseburger Straße | 094 56706          | Baudenkmal     | Weitere Bilder |
| Merseburger Straße 148 (Karte) | Wohnhaus                    | Erbaut um 1900, fünfgeschossiger Putzbau, bemerkenswerte Fassade mit kolossaler Lisenengliederung und großen Stuckmasken, im dritten Obergeschoss Rundbogenblenden | 094 96952          | Baudenkmal     | Wohnhaus |
| Merseburger Straße 150 (Karte) | Wohn- und Geschäftshaus     | Erbaut Anfang d. 20. Jh., viergeschossiger Ziegelbau mit kleinem Giebel und repräsentativer eklektizistischer Putzgliederung, Dekor in gotisierenden und Jugendstilformen | 094 04831          | Baudenkmal     | Wohn- und Geschäftshaus |
| Merseburger Straße 165 (Karte) | Krankenhaus                 | Klinikum Bergmannstrost | 094 04834          | Baudenkmal     | Weitere Bilder |
| Nickel-Hoffmann-Straße 3 (Karte) | Wohnhaus                    | Erbaut um 1900, dreigeschossiger Putzbau mit Erker und Rundgiebel, guter vegetabiler Stuckdekor, Jugendstil | 094 13429          | Baudenkmal     | Wohnhaus |
| Nickel-Hoffmann-Straße 4 (Karte) | Wohnhaus                    | Erbaut um 1900, drei- bis viergeschossiger Putzbau, stuckierte Girlanden im Fensterbereich, Jugendstil | 094 13343          | Baudenkmal     | Wohnhaus |
| Nickel-Hoffmann-Straße 20 (Karte) | Wohnhaus                    | Erbaut um 1900, dreigeschossiger Putzbau mit Erker und prächtig durch Stuckdekor hervorgehobenem Giebel, Palmetten- und Girlandendekor, barockisierender Jugendstil | 094 13147          | Baudenkmal     | Wohnhaus |
| Nickel-Hoffmann-Straße 21 (Karte) | Wohnhaus                    | Erbaut um 1900, eklektizistischer Ziegelbau mit Schweifgiebel und Spitzerker, Stuckdekor mit Elementen der Neugotik, der Neurenaissance und des Jugendstils | 094 13143          | Baudenkmal     | Wohnhaus |
| Nickel-Hoffmann-Straße 22 (Karte) | Wohnhaus                    | Erbaut um 1900, eklektizistischer Ziegelbau mit Stuckdekor und Giebel, Dreieckserker, Ornamente im Fensterbereich gotisierend und Jugendstil, repräsentatives Portal | 094 13388          | Baudenkmal     | Wohnhaus |
| Raffineriestraße 23, 24 (Karte) | ehemaliges Industriegelände | | 094 70149          | Baudenkmal     | ehemaliges Industriegelände |
| Roßbachstraße 78 (Karte) | Schule                      | Ehemalige Lutherschule, erbaut 1914/1915 durch Wilhelm Jost, bemerkenswertes Beispiel für die Reformbestrebungen in der Architektur vor dem Ersten Weltkrieg, heute Kooperative Gesamtschule „Ulrich von Hutten“ | 094 04972          | Baudenkmal     | Weitere Bilder |
| Thüringer Straße 18 (Karte) | Wohnhaus                    | Erbaut ca. 1880/90, dreigeschossiger Ziegelbau mit Mittelrisalit und repräsentativer Fassadengliederung in spätklassizistischen Formen | 094 80295          | Baudenkmal     | Wohnhaus |

### Osendorf
| Lage                             | Bezeichnung | Beschreibung | Erfassungs- nummer | Ausweisungsart | Bild           |
| -------------------------------- | ----------- | --- | ------------------ | -------------- | -------------- |
| Karl-Meißner-Straße 42 (Karte)   | Mausoleum   | Kapelle und Grabmal des 1915 in Osendorf verstorbenen österreichischen Sinto Josef Weinlich, genannt Nauni, auf dem Gelände des ehemaligen Osendorfer Friedhofes, so genanntes Zigeunermausoleum | 094 18536          | Baudenkmal     | Weitere Bilder |
| Regensburger Straße 65 (Karte)   | Villa       | Erbaut Ende d. 19. Jh., Villa im Stil der deutschen Renaissance mit Schweifgiebeln und Erker sowie Garten und Einfriedung                                                                        | 094 97010          | Baudenkmal     | Villa          |
| Wilhelm-Grothe-Straße 11 (Karte) | Wohnhaus    | | 094 11435          | Baudenkmal     | BW             |

### Planena
| Lage                        | Bezeichnung | Beschreibung | Erfassungs- nummer | Ausweisungsart | Bild           |
| --------------------------- | ----------- | --- | ------------------ | -------------- | -------------- |
| Dorfstraße 1 bis 15 (Karte) | Ortskern    | In Grundriss und Bebauung ursprünglich erhaltenes Dorf, sogen. Sackgassen- oder Hufeisendorf slawischen Ursprungs, 18./19. Jahrhundert | 094 96767          | Denkmalbereich | Weitere Bilder |

### Radewell
| Lage                            | Bezeichnung | Beschreibung | Erfassungs- nummer | Ausweisungsart | Bild           |
| ------------------------------- | ----------- | --- | ------------------ | -------------- | -------------- |
| Poststraße 3 (Karte)            | Villa       | | 094 71329          | Baudenkmal     | Villa          |
| Regensburger Straße 24 (Karte)  | Villa       | Erbaut Ende d. 19. Jh., repräsentativer zweigeschossiger Ziegelbau mit Mansarddach und zeltdachbekröntem Turm, Gesimsen und Segmentbogenfenstern                                  | 094 97009          | Baudenkmal     | Villa          |
| Regensburger Straße 107 (Karte) | Wohnhaus    | Stattlicher, barocker, zweigeschossiger Putzbau (18. Jh.) mit Halbwalmdach und Nebengebäuden aus Backstein (vermutlich abgerissen, heutige Nr. 107 ist Neubau, Nov. 2020, siehe ) | 094 97012          | Baudenkmal     | BW             |
| Regensburger Straße 111 (Karte) | Pfarrhaus   | Pfarrhaus der Gemeinde St. Wenzel, Stattlicher zweigeschossiger Putzbau mit mächtigem Krüppelwalmdach inmitten eines großen Gartens, durch Mauer abgeschirmt                      | 094 11460          | Baudenkmal     | Pfarrhaus      |
| Werderstraße 7 (Karte)          | Kirche      | St. Wenzel | 094 04931          | Baudenkmal     | Weitere Bilder |

### Radewell-Burg
| Lage                                                | Bezeichnung | Beschreibung | Erfassungs- nummer | Ausweisungsart | Bild           |
| --------------------------------------------------- | ----------- | --- | ------------------ | -------------- | -------------- |
| Auestraße 2 in der ehemaligen Ortslage Burg (Karte) | Bauernhof   | Vierseitgehöft aus verputztem zweigeschossigen Wohnhaus mit Krüppelwalmdach sowie Stall-, Scheunen- und Werkstattgebäuden aus Backstein, erbaut zwischen Ende des 18. bis Mitte d. 19. Jh. | 094 11463          | Baudenkmal     | Weitere Bilder |

### Wörmlitz
| Lage                                        | Bezeichnung | Beschreibung | Erfassungs- nummer | Ausweisungsart | Bild           |
| ------------------------------------------- | ----------- | --- | ------------------ | -------------- | -------------- |
| Anglerstraße 1a (Karte)                     | Kirche      | St. Petrus | 094 05136          | Baudenkmal     | Weitere Bilder |
| Emil-Grabow-Straße 7 (Karte)                | Bauernhof   | Bescheidenes Zweiseitgehöft, Wohnhaus als eingeschossiger Putzbau mit parallel liegendem Wirtschaftsgebäude, erstes Drittel des 19. Jahrhunderts | 094 11458          | Baudenkmal     | Bauernhof      |
| Emil-Grabow-Straße gegenüber Nr. 16 (Karte) | Gedenkstein | Gedenkstein mit der Inschrift: GEDENKET DER OPFER DES FASCHISMUS DER KÄMPFER FÜR FORTSCHRITT U. MENSCHLICHKEIT | 094 97113          | Kleindenkmal   | Gedenkstein    |
| Richard-Schatz-Straße 6 (Karte)             | Bauernhof   | Der Dreiseithof wurde Ende des 18. Jahrhunderts / Anfang des 19. Jahrhunderts erbaut. Das Wohnhaus ist ein giebelständiges, zweigeschossiges Haus mit einem Krüppelwalmdach. Zum Hof gehören noch Wirtschaftsgebäude.                                                | 094 11456          | Baudenkmal     | Bauernhof      |
| Richard-Schatz-Straße 7 (Karte)             | Bauernhof   | Der Bauernhof besteht aus einem traufständigen, zweigeschossigen Wohnhaus mit einem Krüppelwalmdach und weiteren Wirtschaftsgebäuden auf dem Hof. Erbaut wurde der Bauernhof im 18. Jahrhundert, Aus- und Umbauten fanden aber in den folgenden Jahrhunderten statt. | 094 11454          | Baudenkmal     | Bauernhof      |
| Richard-Schatz-Straße 29 (Karte)            | Bauernhof   | Repräsentatives zweigeschossiges Wohnhaus mit Halbwalmdach sowie eineinhalbgeschossiger Putzbau mit Halbwalmdach, mit hofumschließender Mauer, Ende 18. / Anfang 19. Jahrhundert                                                                                     | 094 12043          | Baudenkmal     | Bauernhof      |
| Richard-Schatz-Straße 30 (Karte)            | Pfarrhof    | Der Pfarrhof befindet sich gegenüber der Kirche. | 094 56674          | Baudenkmal     | Pfarrhof       |

### Südstadt
| Lage                                                    | Bezeichnung | Beschreibung | Erfassungs- nummer | Ausweisungsart            | Bild           |
| ------------------------------------------------------- | ----------- | --- | ------------------ | ------------------------- | -------------- |
| Bugenhagenstraße 30 (gehört zu Gesundbrunnen) (Karte)   | Heilanstalt | Erbaut 1894/1895 als Friedrich-Wilhelms-Provinzialblindenanstalt, Architekten: Reinhold Knoch, Friedrich Kallmeyer, typischer Anstaltsbau der Wilhelminischen Zeit, heute Berufsförderungswerk für Blinde und Sehbehinderte                      | 094 04602          | Baudenkmal                | Weitere Bilder |
| Else-Brandström-Straße 60, 61                           | Glasbild    | Glasbild 2024 als Denkmal ausgewiesen | 094 18920          | bewegliches Kulturdenkmal |                |
| Elsa-Brändström-Straße 100a (Karte)                     | Pavillon    | Pavillon, 2018 als Baudenkmal ausgewiesen | 094 56721          | Baudenkmal                | Pavillon       |
| Stadtgutweg 27 (gehört zu Gesundbrunnen) (Karte)        | Gedenktafel | Gedenktafel für Max Lademann an seinem Wohnhaus Stadtgutweg 27 | 094 97054          | Kleindenkmal              | Gedenktafel    |
| Vor dem Hamstertor 12 (gehört zu Gesundbrunnen) (Karte) | Schule      | Pestalozzischule, erbaut 1928/1929 als Hilfsschule, eine der ersten ihrer Art in Deutschland, monumentale Dreiflügelanlage mit Anklängen an die Burg- und Schlossarchitektur, Architekten: Wilhelm Jost, Walter Engels; Skulpturen: Richard Horn | 094 05116          | Baudenkmal                | Weitere Bilder |

## Ehemalige Kulturdenkmale nach Stadtteilen
Die nachfolgenden Objekte waren ursprünglich ebenfalls denkmalgeschützt oder wurden in der Literatur als Kulturdenkmale geführt. Die Denkmale bestehen heute jedoch nicht mehr oder die Unterschutzstellung wurde aufgehoben.

### Ammendorf
| Lage                                            | Bezeichnung | Beschreibung | Erfassungs- nummer | Ausweisungsart | Bild  |
| ----------------------------------------------- | ----------- | --- | ------------------ | -------------- | ----- |
| Malderitzstraße 3, 3a, 5, 16, 17/18, 19 (Karte) | Platz       | Durch den Abbruch der Gebäude Malderitzstraße 17/18 ging die Denkmaleigenschaft des Denkmalbereichs verloren. Die Austragung aus dem Denkmalverzeichnis erfolgte 2016. | 094 71330          | Denkmalbereich | Platz |

### Lutherplatz/Thüringer Bahnhof
| Lage                                             | Bezeichnung | Beschreibung | Erfassungs- nummer | Ausweisungsart | Bild           |
| ------------------------------------------------ | ----------- | --- | ------------------ | -------------- | -------------- |
| Ernst-Eckstein-Straße 12 bis 27, 27a, 28 (Karte) | Straßenzug  | Im Ergebnis einer Überprüfung wurde die Denkmaleigenschaft negativ eingeschätzt und der Denkmalbereich im Jahr 2016 aus dem Denkmalverzeichnis ausgetragen. | 094 11650          | Denkmalbereich | Weitere Bilder |

## Legende
In den Spalten befinden sich folgende Informationen:
- Lage: Nennt den Straßennamen und wenn vorhanden die Hausnummer des Kulturdenkmals. Die Grundsortierung der Liste erfolgt nach dieser Adresse. Der Link „Karte“ führt zu verschiedenen Kartendarstellungen und nennt die geographischen Koordinaten.
Link zu einem Kartenansichtstool, um Koordinaten zu setzen. In der Kartenansicht sind Baudenkmale ohne Koordinaten mit einem roten bzw. orangen Marker dargestellt und können in der Karte gesetzt werden. Baudenkmale ohne Bild sind mit einem blauen bzw. roten Marker gekennzeichnet, Baudenkmale mit Bild mit einem grünen bzw. orangen Marker.
- Offizielle Bezeichnung: Nennt den Namen, die Bezeichnung oder zumindest die Art des Kulturdenkmals und verlinkt, soweit vorhanden, auf den Artikel zum Objekt.
- Beschreibung: Nennt bauliche und geschichtliche Einzelheiten des Kulturdenkmals, vorzugsweise die Denkmaleigenschaften.
- Erfassungsnummer: Für jedes Kulturdenkmal wird in Sachsen-Anhalt eine 20stellige Erfassungsnummer vergeben. Die letzten zwölf Ziffern werden für die Untergliederung nach Teilobjekten genutzt und werden nur angegeben, soweit vergeben. In dieser Spalte kann sich folgendes Icon  befinden, dies führt zu Angaben zu diesem Baudenkmal bei Wikidata.
- Ausweisungsart: Die Einordnung des Denkmales nach § 2 Abs. 2 DenkmSchG LSA
- Bild: Ein Bild des Denkmales, und gegebenenfalls einen Link zu weiteren Fotos des Kulturdenkmals im Medienarchiv Wikimedia Commons. Wenn man auf das Kamerasymbol klickt, können Fotos zu Kulturdenkmalen aus dieser Liste hochgeladen werden: